# Alleghany County (Virginia)
Alleghany County ist ein County im Bundesstaat Virginia der Vereinigten Staaten. Laut der Volkszählung im Jahr 2020 hatte das County 15.223 Einwohner und eine Bevölkerungsdichte von 13,1 Einwohner pro Quadratkilometer. Der Verwaltungssitz (County Seat) ist Covington, benannt nach General Leonard Covington, einem Helden im Krieg von 1812 und Freund von James Madison und Thomas Jefferson.

## Geographie
Alleghany County hat eine Fläche von 2254 Quadratkilometern, wovon drei Quadratkilometer Wasserfläche sind. Es grenzt im Uhrzeigersinn an folgende Countys: Bath County, Rockbridge County, Botetourt County, Craig County sowie an Monroe County und Greenbrier County in West Virginia.

## Geschichte
Gebildet wurde es am 5. Januar 1822 aus Teilen des Bath County und des Botetourt County. Benannt wurde es nach den Allegheny Mountains, in denen es liegt. Von 1790 bis nach 1825 war der Hanfanbau die wichtigste Einnahmequelle. Die Hanfproduktion wurde damals staatlich gefördert und jeder abgelieferte Ballen wurde angenommen und bezahlt. Das hier gewonnene Hanf wurde mittels Pferdefuhrwerken zu einer Seilerei in Richmond gebracht. Als vermehrt Schiffsladungen mit Hanf aus dem Ausland ankamen und der erzielbare Preis sank, verlagerten die Farmer sich auf die Getreideproduktion und Viehzucht.
Die Volkszählung von 1840 ergab eine Gesamt-Einwohnerzahl von 2749 Personen, wovon 2142 Weiße waren, 60 "freie Farbige" und 547 Sklaven. Im Sezessionskrieg entsandte das County mehr Männer zur Armee der Konföderierten, als es Wähler hatte.

## Demografische Daten
Nach der Volkszählung im Jahr 2000 lebten im Alleghany County 12.926 Menschen in 5.149 Haushalten und 3.866 Familien. Die Bevölkerungsdichte betrug 11 Einwohner pro Quadratkilometer. Ethnisch betrachtet setzte sich die Bevölkerung zusammen aus 96,35 Prozent Weißen, 2,45 Prozent Afroamerikanern, 0,21 Prozent amerikanischen Ureinwohnern, 0,24 Prozent Asiaten, 0,02 Prozent Bewohnern aus dem pazifischen Inselraum und 0,20 Prozent aus anderen ethnischen Gruppen; 0,53 Prozent stammten von zwei oder mehr Ethnien ab. 0,36 Prozent der Bevölkerung waren spanischer oder lateinamerikanischer Abstammung.

Alterspyramide des Alleghany County

Von den 5.149 Haushalten hatten 29,9 Prozent Kinder und Jugendliche unter 18 Jahre, die bei ihnen lebten. 63,2 Prozent waren verheiratete, zusammenlebende Paare, 8,1 Prozent waren allein erziehende Mütter, 24,9 Prozent waren keine Familien, 22,2 Prozent waren Singlehaushalte und in 10,5 Prozent lebten Menschen im Alter von 65 Jahren oder darüber. Die Durchschnittshaushaltsgröße betrug 2,46 und die durchschnittliche Familiengröße lag bei 2,85 Personen.
Auf das gesamte County bezogen setzte sich die Bevölkerung zusammen aus 22,8 Prozent Einwohnern unter 18 Jahren, 6,2 Prozent zwischen 18 und 24 Jahren, 26,8 Prozent zwischen 25 und 44 Jahren, 28,5 Prozent zwischen 45 und 64 Jahren und 15,7 Prozent waren 65 Jahre alt oder darüber. Das Durchschnittsalter betrug 41 Jahre. Auf 100 weibliche Personen kamen 99,6 männliche Personen. Auf 100 Frauen im Alter von 18 Jahren oder darüber kamen statistisch 95,3 Männer.
Das jährliche Durchschnittseinkommen eines Haushalts betrug 38.545 USD, das Durchschnittseinkommen der Familien betrug 45.843 USD. Männer hatten ein Durchschnittseinkommen von 35.120 USD, Frauen 20.855 USD. Das Prokopfeinkommen betrug 19.635 USD. 4,9 Prozent der Familien und 7,1 Prozent der Bevölkerung lebten unterhalb der Armutsgrenze. Davon waren 8,6 Prozent Kinder oder Jugendliche unter 18 Jahre und 10,8 Prozent waren Menschen über 65 Jahre.

## Städte und Gemeinden
- Clifton Forge
- Covington
- Iron Gate